# 雷开瑄
雷開瑄（1916年7月15日—2007年11月30日），出生於四川省閬中縣詩梓鄉，中华民国陸軍将领。

## 生平
雷開瑄高中時就讀四川大學附設高中，因逢戰亂而考入中華民國陸軍軍官學校第11期步兵科，後畢業於陸軍大學第19期，並經歷圓山軍官團、三軍聯大、實踐學社聯戰班、美國參大特二期等培訓。1945年擔任师参谋长，后赴台湾。民國38年率601團進駐金門，指揮所設於132高地，適逢古寧頭大戰爆發，雷將軍率部隊開第一槍，抵擋中共軍隊入侵。  1955年，雷出任93師師長。1959年任第八军副军长，次年升任军长。1964年，他奉調金門擔任金防部中將副司令官，1967年任金中守備。1969年，雷開瑄升任国防部常务次长。1975年，他調任馬祖司令官達5年，任內執行北海計畫開鑿八八坑道及興建當地建設。1977年，雷開瑄自國防部常務次長任內退役。中華民國政府為紀念其功績，於金門縣設有開瑄國小。

## 紀念
- 金門縣金湖鎮開瑄國民小學：金門縣金湖鎮瓊林里中興崗9-1號